# Генсицкая, Гражина
Гражи́на Генсицкая (пол. Grażyna Gęsicka, урождённая Дусин, пол. Dusyn; 13 декабря 1951 года, Варшава, Польша — 10 апреля 2010 года, около аэродрома Смоленск-Северный, Смоленск, Россия) — польский социолог и политик, министр регионального развития в правительствах Казимежа Марцинкевича и Ярослава Качиньского, посол Сейма IV-й каденции. Погибла в авиакатастрофе польского президентского самолёта ТУ-154, разбившегося под Смоленском.

## Биография
Родилась 13 декабря 1951 года в Варшаве

### Образование и научная деятельность
В 1974 году окончила институт социологии Варшавского университета. В 1985 году получила степень доктора гуманитарных наук в сфере социологии. Работа на соискание докторской степени была написана под руководством Влодзимежа Весоловского.
С 1985 по 1993 год была адъюнктом в Институте социологии Варшавского университета. Являлась членом Польской социологической ассоциации, являлась автором около 30 статей в польских и зарубежных научных журналах.

### Политическая деятельность
С 1980 года являлась членом «Солидарности».

### Гибель и похороны
10 апреля 2010 года в составе польской делегации, возглавляемой Президентом Польши Лехом Качиньским, направилась в Россию с частным визитом на траурные мероприятия по случаю 70-й годовщины Катынского расстрела. При посадке на аэродром Смоленск-Северный самолёт разбился. В авиакатастрофе не выжил никто.
25 апреля 2010 года была похоронена на военном кладбище Повонзки в Варшаве.

## Награды
16 апреля 2010 года была награждена посмертно Командорским Крестом Ордена Возрождения Польши, а также почётной наградой за заслуги перед Подкарпатским Воеводством.